# يوسوك شيبا
يوسوك شيبا (باليابانية: チバユウスケ) هو مغن مؤلف ياباني، ولد في 10 يوليو 1968 في فوجيساوا في اليابان.

## وصلات خارجية
- الموقع الرسمي
- يوسوك شيبا على موقع IMDb (الإنجليزية)
- يوسوك شيبا على موقع ميوزك برينز (الإنجليزية)
- يوسوك شيبا على موقع ديسكوغز (الإنجليزية)
- يوسوك شيبا على موقع قاعدة بيانات الفيلم (الإنجليزية)